# 488 Kreusa
Kreusa (asteroide 488) é um asteroide da cintura principal com um diâmetro de 150,13 quilómetros, a 2,6234565 UA. Possui uma excentricidade de 0,16924115 e um período orbital de 2 049,71 dias (5,61 anos).
Kreusa tem uma velocidade orbital média de 16,76074428 km/s e uma inclinação de 11,50039934º.
Esse asteroide foi descoberto em 26 de Junho de 1902 por Max Wolf e Luigi Carnera.